# Joel Feldman
Joel Shalom Feldman (* 14. Juni 1949 in Ottawa) ist ein kanadischer mathematischer Physiker und Mathematiker.
Feldman studierte Mathematik und Physik an der University of Toronto mit dem Bachelorabschluss 1970 und an der Harvard University, an der er 1971 einen Master erhielt und 1974 bei Arthur Jaffe promoviert wurde (The {\displaystyle \lambda \cdot {\Phi }_{3}^{4}} field theory in a finite volume). Danach forschte er weiter in Harvard (damals über konstruktive Quantenfeldtheorie) und war 1975 bis 1977 Moore Instructor am Massachusetts Institute of Technology. 1977 wurde er Assistant Professor, 1982 Associate Professor und 1987 Professor an der University of British Columbia.
1996 erhielt er den John L. Synge Award, 2007 den CRM-Fields-PIMS Prize, 2007 den CAP-CRM Prize und 2004 den Jeffery-Williams-Preis. 1989 bis 1991 war er Killam Fellow und er war Woodrow Wilson Fellow. Ab 2007 war er Fellow am Fields Institute.
Er befasst sich mit Konstruktiver Quantenfeldtheorie (teilweise mit Vincent Rivasseau, Konrad Osterwalder, Manfred Salmhofer), der mathematischen Theorie von Fermiflüssigkeiten (z. B. Fermiflächen, Supraleiter-Übergang, strenge Konstruktion von Fermiflüssigkeiten in zwei Dimensionen bei Temperatur Null in einer langen Reihe von Arbeiten mit Knörrer, Trubowitz) und Boseflüssigkeiten in der mathematischen quantenmechanischen Vielteilchentheorie, Riemannflächen mit unendlich hohem Geschlecht (mit Horst Knörrer, Eugene Trubowitz). Mit Gunther Uhlmann schreibt er an einem Buch über Inverse Probleme.
Er ist Fellow der Royal Society of Canada (1990). 1990 war er Gastredner auf dem Internationalen Mathematikerkongress in Kyoto (Introduction to constructive quantum field theory). Er war Gastredner auf dem 14. Internationalen Kongress für Mathematische Physik (Construction of a 2 dimensional Fermi Liquid mit Knörrer, Trubowitz) in Lissabon 2003 und hielt auf dem 12. Kongress in Brisbane 1997 einen Plenarvortrag (Renormalization of the Fermi surface, mit Salmhofer, Trubowitz).
2005 bis 2010 war er Herausgeber des Journal of Mathematical Physics. Seit 1999 ist er Mitherausgeber der Annales de l´Institut Henri Poincaré.
Zu seinen Doktoranden gehört Gordon Slade.

## Schriften
- mit J. Magnen, V. Rivasseau, R. Sénéor Infrared {\displaystyle \Phi _{4}^{4}}, in Osterwalder, Raymond Stora Critical phenomena, random systems, gauge theories, Les Houches 43, North Holland 1986, S. 505–537
- mit Trubowitz Perturbation theory for many fermion systems, Helvetica Physica Acta, Band 63, 1990, S. 156–260
- mit T. Hurd, L. Rosen, J. Wright Quantumelectrodynamics: a proof of renormalizability, Lecture Notes in Physics 312, Springer Verlag 1988
- mit Horst Knörrer, Eugene Trubowitz: Riemann Surfaces of Infinite Genus, AMS (American Mathematical Society) 2003
- mit Knörrer, Trubowitz: Fermionic functional integrals and the renormalization group, AMS 2002
- mit Knörrer, D. Lehmann, Trubowitz Fermi liquids in 2 space dimensions, in Rivasseau Constructive Physics. Results in Field Theory, Statistical Mechanics and Solid State Physics, Springer Verlag 1995, S. 267–300